# Pleasant Plain (Ohio)
Pour les articles homonymes, voir Pleasant Plain.
Pleasant Plain est un village américain situé dans le comté de Warren, dans l'Ohio. Selon le recensement de 2010, sa population est de 154 habitants.